# Legionella israelensis
Espèce
Legionella israelensis est une espèce de bactéries gram-négatives de la famille des Legionellaceae.

## Description
Les bactéries de l'espèce Legionella israelensis sont des bacilles gram-négatifs dont la croissance est possible sur milieu BCYE supplémenté en L-cystéine

## Taxonomie
Le nom correct complet (avec auteur) de ce taxon est Legionella israelensis Bercovier et al. 1986.

### Étymologie
Le nom de cette bactérie vient du pays où la souche type de cette espèce a été isolée et son étymologie est la suivante : is.ra.el.en’sis. N.L. masc./fem. adj. israelensis, venant d'Israel.